# Лядо (Логойський район, Заріченська сільська рада)
Ля́до (біл. Ляда, рос. Лядо) — село в Логойського району Мінської області Білорусі. Підпорядковане Заріченській сільській раді.
Село Лядо розташоване в центральних районах Білорусі, у північній частині Мінської області - орієнтовне розташування [Архівовано 1 лютого 2018 у Wayback Machine.].